# Cara Ancha
 (décembre 2021).
Si vous disposez d'ouvrages ou d'articles de référence ou si vous connaissez des sites web de qualité traitant du thème abordé ici, merci de compléter l'article en donnant les références utiles à sa vérifiabilité et en les liant à la section « Notes et références ».
 (décembre 2021).
José Sánchez del Campo dit « Cara Ancha », né à Algésiras (Espagne, province de Cadix) le 8 mai 1848, mort le 31 mai 1925 à Aznalcázar (Espagne, province de Séville), était un matador espagnol.

## Dates
- 1865 : Gravement blessé à Sanlúcar la Mayor (Espagne, province de Séville).
- 1867 à 1869 : Fait partie de la cuadrilla de « El Gordito » en qualité de banderillero.
- 1874 : Fait partie de la cuadrilla de « Bocanegra » en qualité de banderillero ; participe comme matador à diverses corridas à Madrid.
- Alternative le 24 septembre 1874 à Séville. Parrain : « Desperdicios ». Témoin : « Bocanegra ». Taureaux de la ganadería de Don José Antonio Adalid.
- Confirmation d’alternative à Madrid le 23 mai 1875. Parrain : « Lagartijo ». Témoin : « Currito ». Taureaux des ganaderías du Duc de Veragua, de Saltillo et de Don Antonio Miura.
- 1876 et 1877 : matador lors de diverses corridas à Madrid.
- 1878 à 1880 : Ne semble avoir participé à aucune corrida.
- 1881 : La plus glorieuse du maestro, il remporte nombre de triomphes, notamment le 25 septembre à Madrid, face à des taureaux de Saltillo et du curé La Morena.
- 1882 à 1884 : Divers succès, notamment à Séville et Madrid ; quelques blessures légères.
- 1894 : Dernière saison de « Cara Ancha », qui participe à des corridas à Barcelone, Saragosse, Madrid et Séville. Il est légèrement blessé à Madrid le 29 avril.